# Leni Parker

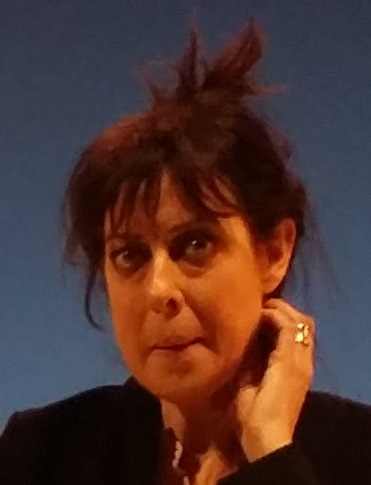
Leni Parker, 2019

Leni Frances Parker (* 5. November 1966 in New Brunswick) ist eine kanadische Theater-, Film- und Fernsehschauspielerin.

## Leben und Karriere
Parker, deren Mutter Hochschullehrerin war, wuchs in ihrem Geburtsort auf und zog später nach Toronto, wo sie an der Concordia University Schauspiel studierte. Nachdem sie ein dreijähriges Schauspielstudium abgeschlossen hatte, arbeitete sie zehn Jahre als Theaterschauspielerin am Pigeons International Theatre. Sie spielte unter anderem in dem Stück Blut am Hals der Katze (Du sang sur le cou du chat) von Rainer Werner Fassbinder und in Savage Love von Sam Shepard.
Parker wirkte auch in zahlreichen Kino- und Fernsehfilmen mit. Ihre erste Filmrolle hatte sie 1988 in dem kanadischen Kinofilm Horses in Winter. Es folgten Hauptrollen und wichtige Nebenrollen in amerikanischen und kanadischen Produktionen.
1994 spielte sie die Society-Lady Beatrice Kaufmann in der Gesellschaftssatire Mrs. Parker und ihr lasterhafter Kreis, 1995 den Corporal McDonald in Screamers – Tödliche Schreie und 2000 die Anya in Eisenstein. Prägnante Nebenrollen hatte sie 1994 in Verführung der Sirenen, 1997 in The Assignment – Der Auftrag und 2005 in Cool & Fool – Mein Partner mit der großen Schnauze.
Besondere Bekanntheit erlangte Parker durch ihre Mitwirkung in der Fernsehserie Earth: Final Conflict. Sie spielte dort von 1997 bis 2001 als androgynes Alien-Wesen Da'an in insgesamt 88 Folgen mit.
Für ihre Theaterarbeit wurde Parker mehrfach ausgezeichnet. Sie erhielt 1992 bei den Theatre Critics of Quebec Awards den Preis als beste Schauspielerin in einer Nebenrolle (Best Supporting Actress) für ihre Rolle als La Bonne in dem Theaterstück Perdus dans les coquelicots. 2007 gewann sie den Mecca Award als beste Schauspielerin für ihre Darstellung der Albertine in Assorted Candies am Centaur Theatre in Montreal, Provinz Quebec.

## Filmografie (Auswahl)
- 1988: Horses in Winter
- 1994: Mrs. Parker und ihr lasterhafter Kreis (Mrs. Parker and the Vicious Circle)
- 1995: Hiroshima
- 1995: Screamers – Tödliche Schreie (Screamers)
- 1997: Lassie
- 1997: Hemoglobin (Bleeders)
- 1997–2001: Earth: Final Conflict
- 1998: The Sleep Room
- 2000: Stardom
- 2000: Eisenstein
- 2000: Der Hund von Baskerville (2000) (The Hound of the Baskervilles)
- 2002: Deadly Betrayal
- 2002: Charms for the Easy Life
- 2005: Cool & Fool – Mein Partner mit der großen Schnauze (The Man)
- 2005: Living with the Enemy
- 2008: Ein Engel im Winter (Afterwards)
- 2008: Adam’s Wall
- 2009: Orphan – Das Waisenkind (Orphan)
- 2009: Out of Control
- 2017: Song of Granite
- 2020: Mein Jahr in New York (My Salinger Year)
- 2020: Barkskins (Fernsehserie)